# Elise Ingvarsson
Elise Ingvarsson, född 14 april 1979 och bosatt i Göteborg, är en svensk författare.
Ingvarsson debuterade 2005 med Beror skrymmande på som fick debutantpriset Katapultpriset året därpå.

## Priser och utmärkelser
- 2006 – Katapultpriset för Beror skrymmande på